# Elsoff (Westerwald)
Elsoff (Westerwald) ist eine Ortsgemeinde im Westerwaldkreis in Rheinland-Pfalz. Sie gehört der Verbandsgemeinde Rennerod an.

## Geographie

### Geographische Lage
Die Gemeinde liegt im Westerwald zwischen den Städten Siegen (35 km nördlich), Wetzlar (28 km östlich) und Limburg an der Lahn (22 km südlich). Höchste Erhebungen sind der Heispel (418 m ü. NHN) und der Zeitenberg (391 m ü. NHN). Durch die Gemeinde fließt der Lasterbach.

### Nachbargemeinden
Nachbargemeinden sind Westernohe im Nordwesten, Oberrod im Nordosten, Mengerskirchen im Südosten, Neunkirchen im Süden und Hüblingen im Südwesten.

### Gemeindegliederung
Die Gemeinde gliedert sich in den Hauptort Elsoff und den Ort Mittelhofen. Zum Ortsteil Elsoff  gehören auch die Wohnplätze Brunhildenhof, Marienhof und Hof Ludwigshagen, zum Ortsteil Mittelhofen die Wohnplätze Hof Krempel, Neumühle, Christinenhof, Niederfeldhof und Lindenhof.

## Geschichte
Am 7. Juni 1969 wurde die heutige Gemeinde Elsoff aus den zuvor selbständigen Gemeinden Elsoff und Mittelhofen neu gebildet. Am 1. Januar 1975 wurde der Namenszusatz „(Oberwesterwaldkreis)“ in „(Westerwald)“ geändert.
Bevölkerungsentwicklung
Die Entwicklung der Einwohnerzahl von Elsoff bezogen auf das heutige Gemeindegebiet; die Werte von 1871 bis 1987 beruhen auf Volkszählungen:
| Jahr | Einwohner |
| ---- | --------- |
| 1815 | 818       |
| 1835 | 924       |
| 1871 | 896       |
| 1905 | 731       |
| 1939 | 724       |
| 1950 | 707       |
| 1961 | 703       |

| Jahr | Einwohner |
| ---- | --------- |
| 1970 | 791       |
| 1987 | 870       |
| 2005 | 1.001     |
| 2011 | 913       |
| 2017 | 893       |
| 2023 | 984       |

## Politik

### Gemeinderat
Der Gemeinderat in Elsoff (Westerwald) besteht aus zwölf Ratsmitgliedern, die bei der Kommunalwahl am 9. Juni 2024 in einer Mehrheitswahl gewählt wurden, und dem ehrenamtlichen Ortsbürgermeister als Vorsitzendem.

### Bürgermeister
Karl-Heinz Galeski wurde am 24. Juli 2024 Ortsbürgermeister von Elsoff. Bei der Direktwahl am 9. Juni 2024 war er als einziger Bewerber mit einem Stimmenanteil von 92,5 % für fünf Jahre gewählt worden.
Galeskis Vorgängerin Kornelia Jex hatte das Amt zehn Jahre inne und kandidierte bei der Wahl 2024 nicht erneut.

### Wappen
| Wappen von Elsoff | Blasonierung: „In Blau ein goldener Krummstab, gekreuzt mit einem gestürzten, silbernen Schwert.“ |
| Wappen von Elsoff | Wappenbegründung: Krummstab und Schwert stehen für die Kirchenpatrone Petrus und Paulus, denen die alte Kapelle in Elsoff geweiht war, die Farben Blau und Gold (Gelb) für die früheren Landesherren Nassau und Hessen. |

## Kultur und Sehenswürdigkeiten

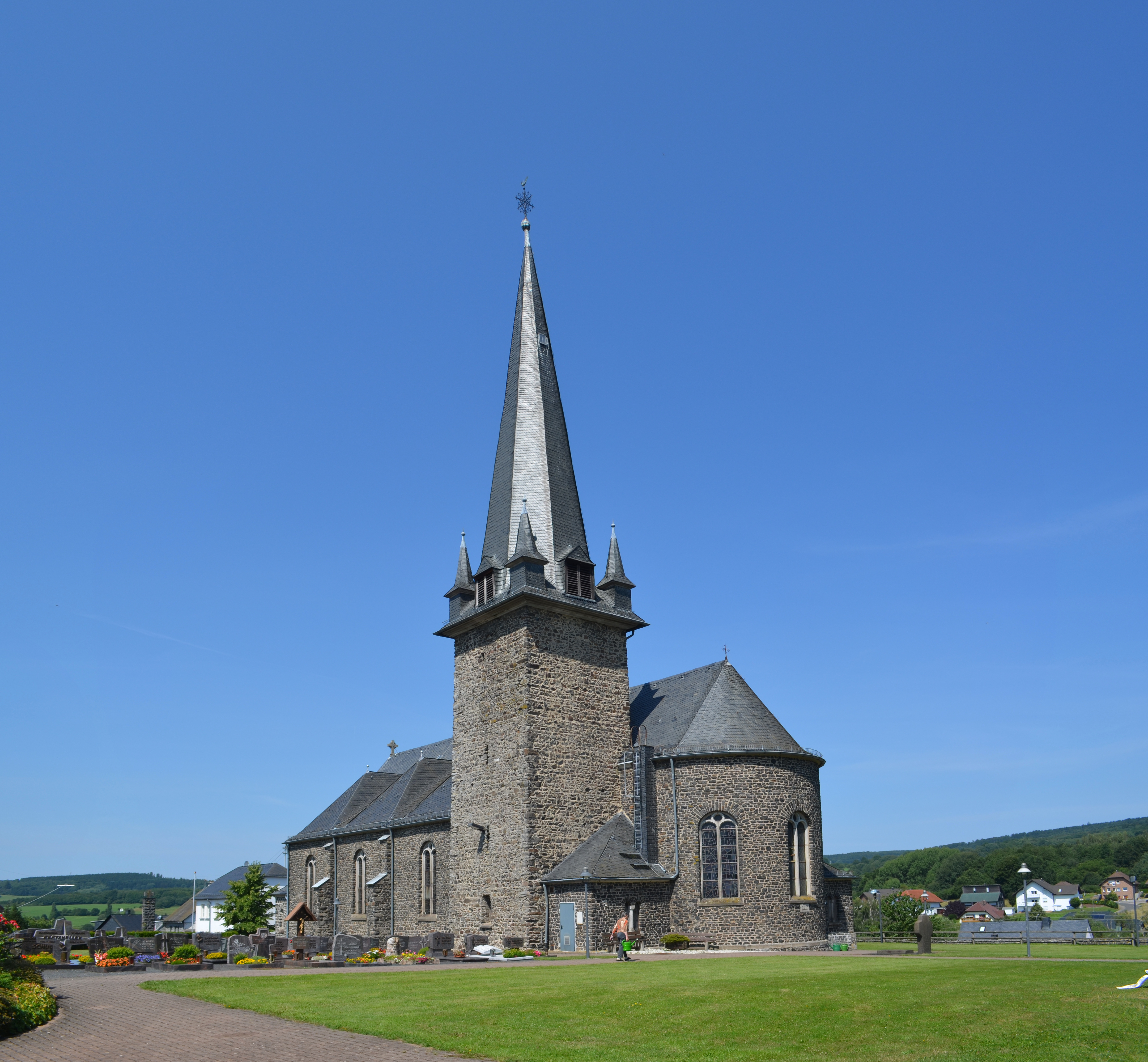
Katholische Kirche St. Peter und Paul

In Elsoff befinden sich einige unter Denkmalschutz gestellte Kulturdenkmäler.
Elsoff
- Die Katholische Kirche St. Peter und Paul, eine dreischiffige neuromanische Basaltbruchsteinhalle, errichtet 1911; der Turm wird dem Mittelalter zugeordnet.
- Ein Heiligenhäuschen aus dem 19. Jahrhundert (an der Straße nach Mengerskirchen).
- Ein Kreuzweg, errichtet vor 1898, zusammen mit einem Hochkreuz von 1900 (nordöstlich des Ortes am „Heispel“).

Mittelhofen

Mittelhofen
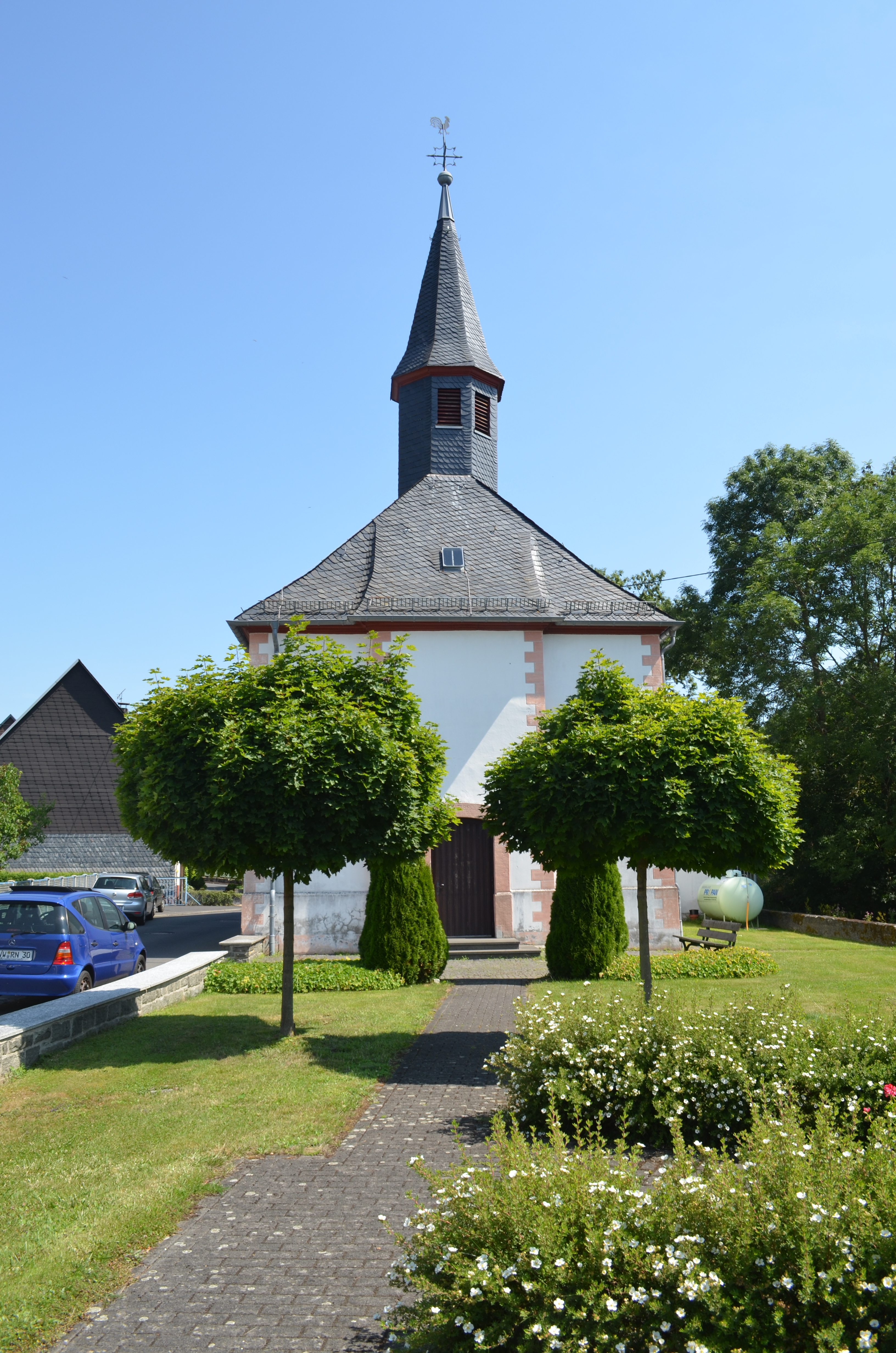
Kapelle
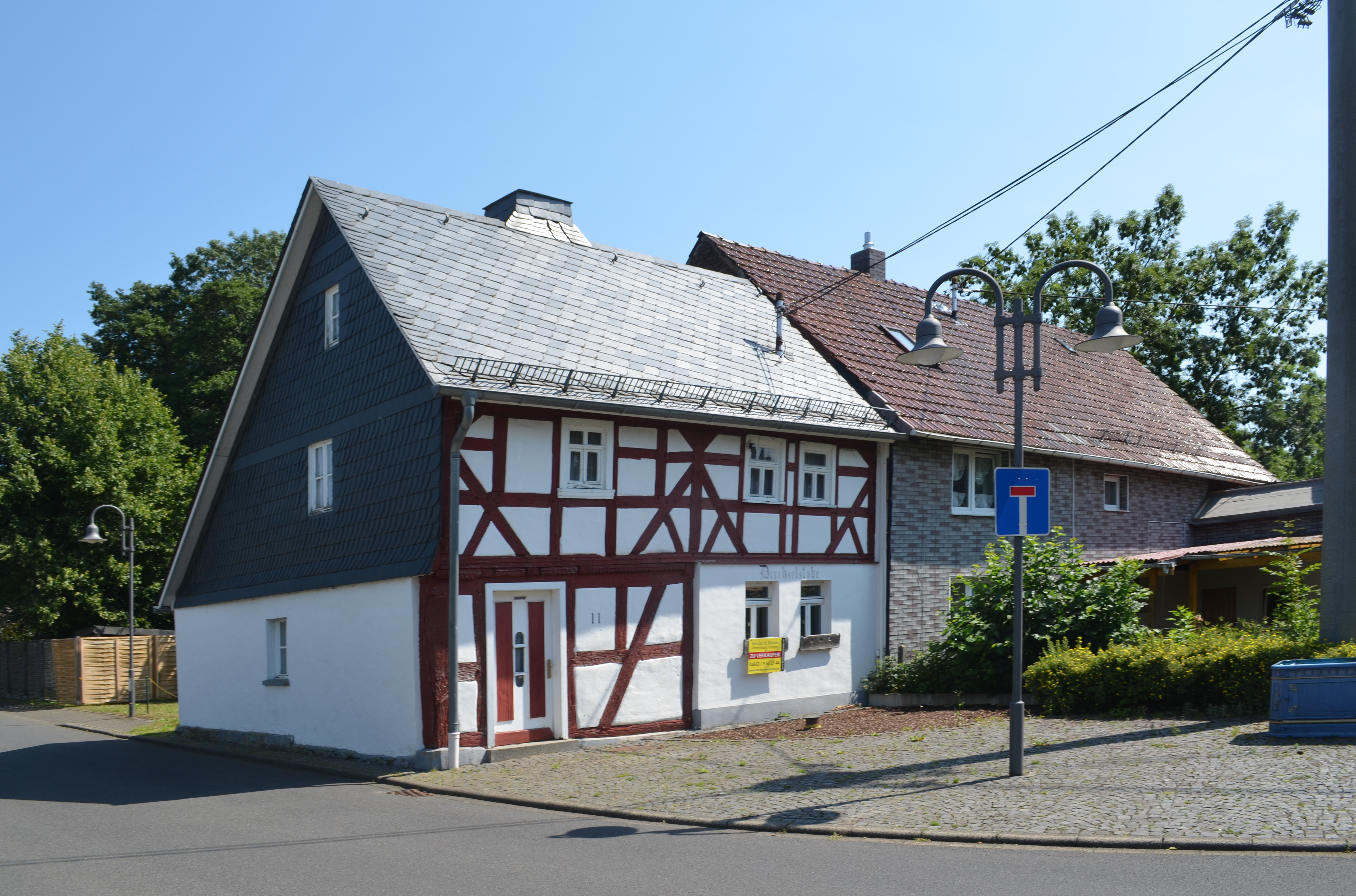
Fachwerkhaus Brückenstraße, Dörner Straße
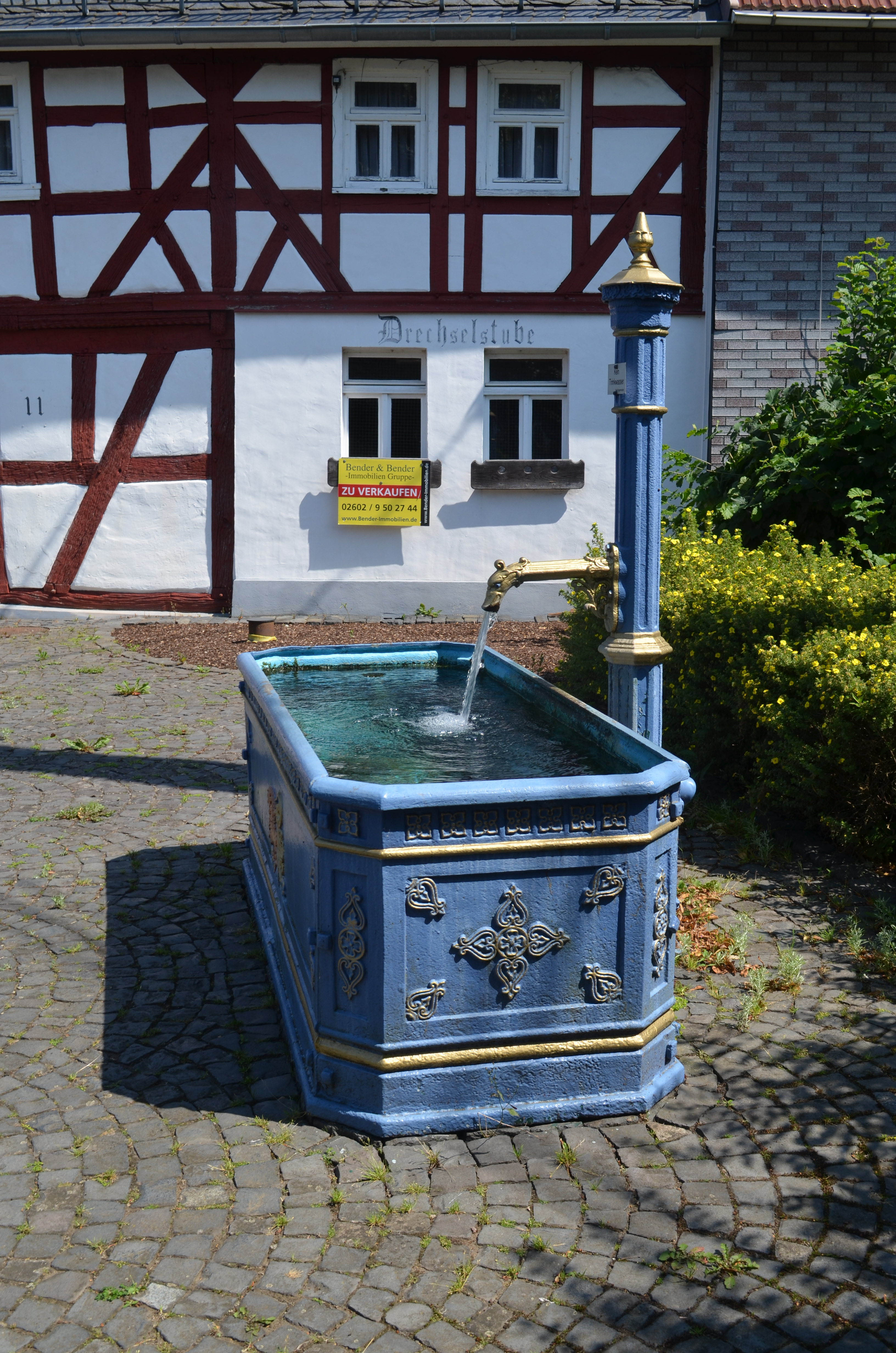
Brunnen

- Die Katholische Kapelle, ein schlichter Saalbau von 1788 (Kapellenstraße).
- Ein Fachwerkhaus aus der zweiten Hälfte des 18. Jahrhunderts; am Haus ein gusseiserne Laufbrunnen aus der zweiten Hälfte des 19. Jahrhunderts (Brunnenstraße).
- Ein Heiligenhäuschen aus dem 19. Jahrhundert (nördlich des Ortes).
- Der Hof Krempel, ein ehemaliger Gutshof, dessen Geschichte bis in das 15. Jahrhundert zurückgeht; die heutigen Gebäudeteile sind aus dem 18. und 19. Jahrhundert.

Siehe auch
Liste der Kulturdenkmäler in Elsoff (Westerwald)

## Verkehr
- Westlich der Gemeinde verläuft die B 54, die von Limburg an der Lahn nach Siegen führt.
- Die nächste Autobahnanschlussstelle ist Herborn an der A 45 Dortmund–Aschaffenburg, etwa 25 Kilometer entfernt.
- Die nächstgelegenen ICE-Halte sind der Bahnhof Montabaur und der Bahnhof Limburg Süd an der Schnellfahrstrecke Köln–Rhein/Main.

## Persönlichkeiten
- Christophorus Becker (1875–1937), Missionar, Apostolischer Präfekt von Assam (Indien), Hochschullehrer und Gründer des Missionsärztlichen Instituts, wurde in Elsoff geboren.